# Colàgia de Barcelona
Colàgia o Colàgula(Barcelona, s. XIII - 1295) va ésser una monja mercedària, abadessa en 1290. És venerada com a santa per l'Orde de la Mercè i l'Església catòlica.

## Biografia
Gairebé no se sap res de la seva vida. Va néixer a Barcelona i va ésser una de les primeres companyes de Maria de Cervelló en el beateri que va obrir sota la regla de l'Orde de la Mercè; possiblement, com les altres monges, era de família noble. Quan Maria de Cervelló va morir en 1290, la succeí com a superiora. Va dur una vida austera de pregària i penitències i morí en santedat el 1295. Fou sebollida al convent de l'Hospital de Santa Eulàlia, primer convent de la Mercè de Barcelona, al costat del Palau Reial Major, però les seves restes s'han perdut.
Consta a les històries eclesiàstiques i santorals antics, i gaudí d'una certa veneració popular, però la supressió de l'orde mercedari en 1835, quan encara no s'havia incoat el procés de beatificació, provocà que aquest culte caigués en l'oblit i acabés desapareixent, mantenint-se només en el si de l'orde.